# Parco nazionale dell'isola Norfolk
Il parco nazionale dell'isola Norfolk (Norfolk Island National Park) è un'area naturale protetta di 6,50 km² istituita nel 1984 e gestita dal Commonwealth of Australia.
Il gruppo di Norfolk Island è un territorio australiano e il parco è gestito da Parks Australia.

## Territorio

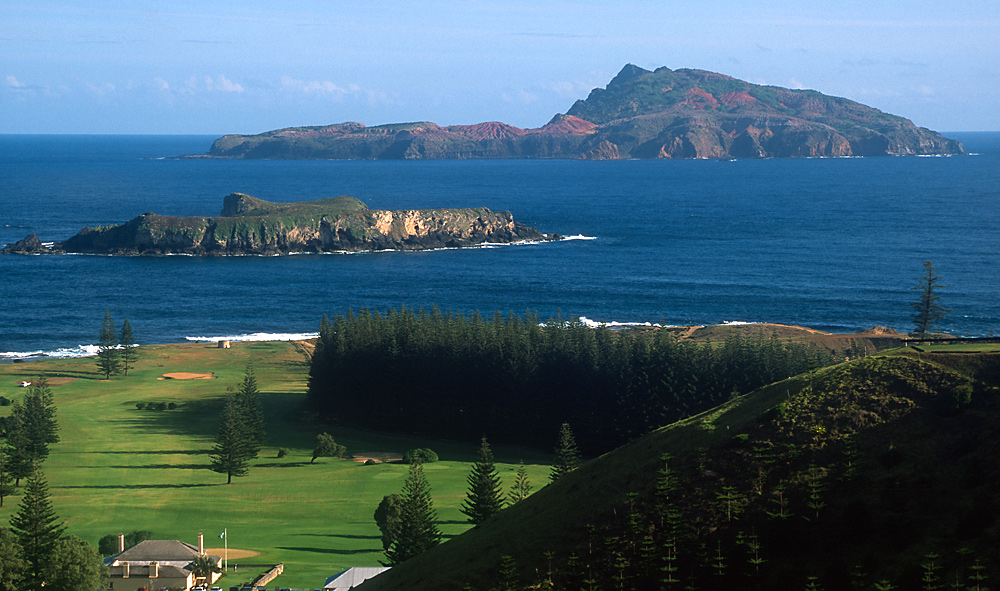
Veduta di Phillip Island e della più piccola Nepean Island

L'area protetta è compone da due sezioni, la sezione Monte Pitt nell'Isola Norfolk nel Pacifico meridionale, con una superficie di 4,60 km² e la vicina Phillip Island, così come la più piccola Nepean Island.

## Flora

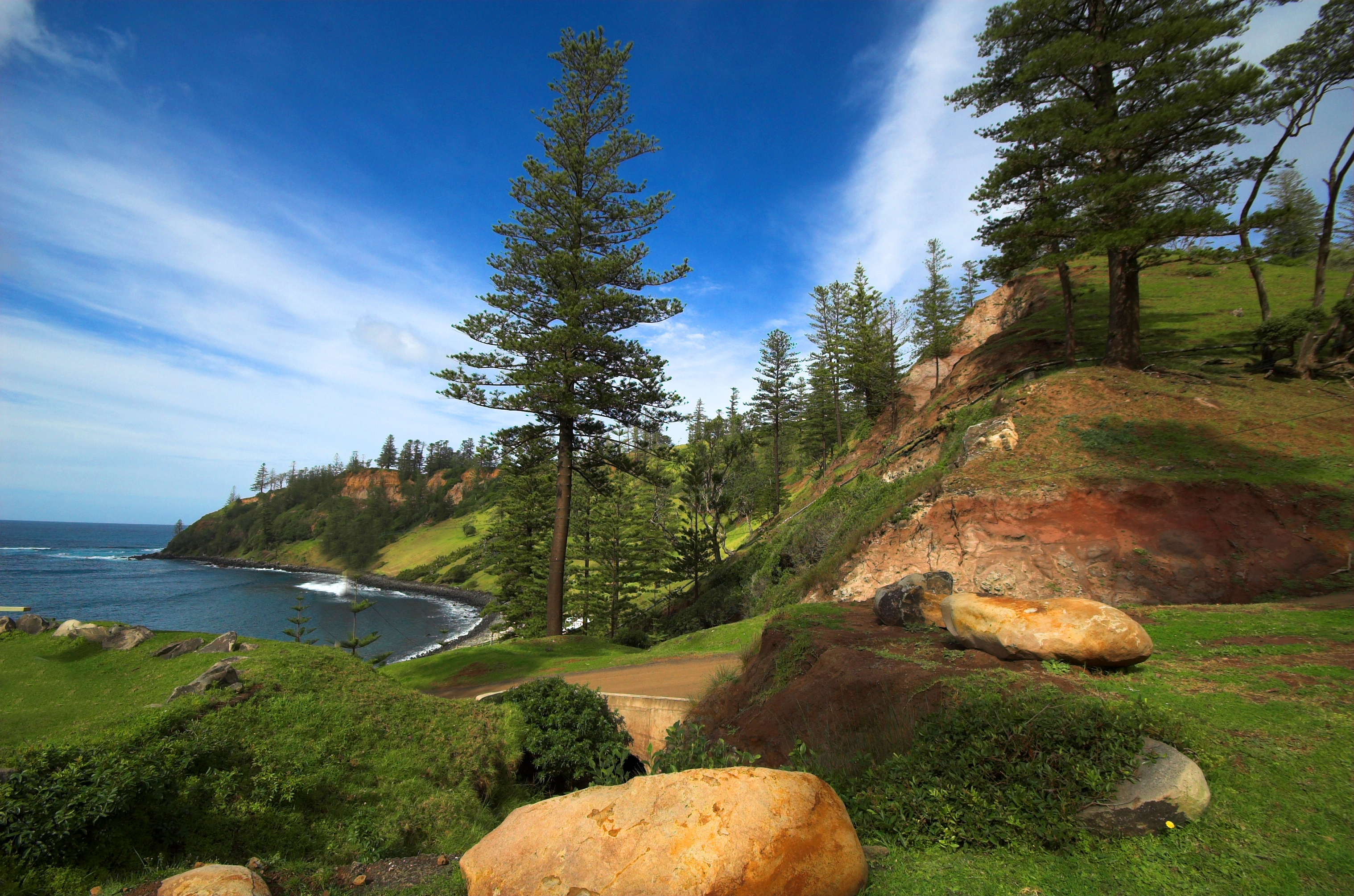
Maestosi esemplari di Araucaria heterophylla

L'area protetta ospita circa 200 specie vegetali, una quarantina delle quali sono endemismi esclusivi dell'isola.

Tra di essi merita una menzione il cosiddetto pino dell'isola Norfolk (Araucaria heterophylla), una delle specie simbolo del Parco, con esemplari che raggiungono i 60 m di altezza.